# Ga Ssangmun
Ga Ssangmun là ga trên Tàu điện ngầm vùng thủ đô Seoul tuyến 4.

## Bố trí ga
| Chang-dong ↑ |
| \| N/B       |
| ↓ Suyu       |

| Hướng Bắc | ● Tuyến 4 | ← Hướng đi Jinjeop |
| Hướng Nam | ● Tuyến 4 | → Hướng đi Oido →  |

## Vùng lân cận
- Lối thoát 1: Trường trung học Changbuk, trường cấp ba Changdong
- Lối thoát 2: Hanshin Imaejin APT, Taeyeong APT
- Lối thoát 3: Ssangmun Hanyang APT, bệnh viện Hanil
- Lối thoát 4: trường trung học Sindobong